# Hajoms socken
Hajoms socken i Västergötland ingick i Marks härad, ingår sedan 1971 i Marks kommun och motsvarar från 2016 Hajoms distrikt.
Socknens areal är 39,74 kvadratkilometer varav 37,63 land. År 2000 fanns här 635 invånare.  Kyrkbyn  Hajom med sockenkyrkan Hajoms kyrka ligger i socknen.   

## Administrativ historik
Socknen har medeltida ursprung.
Vid kommunreformen 1862 övergick socknens ansvar för de kyrkliga frågorna till Hajoms församling och för de borgerliga frågorna bildades Hajoms landskommun. Landskommunen uppgick 1952 i Västra Marks landskommun som 1971 uppgick i Marks kommun. Församlingen uppgick 2011 i Västra Marks församling.
1 januari 2016 inrättades distriktet Hajom, med samma omfattning som församlingen hade 1999/2000.  
Socknen har tillhört län, fögderier, tingslag och domsagor enligt vad som beskrivs i artikeln Marks härad. De indelta soldaterna tillhörde Älvsborgs regemente, Liv- och Marks kompanier och Västgöta regemente, Elfsborgs kompani.

## Geografi
Hajoms socken ligger sydväst om Borås kring Surteån och Stora och Lilla Hålsjön. Socknen har odlingsbygd i ådalen och är i övrigt en kuperad skogsbygd.

## Natur

### Geologi
Berggrunden i Hajom består framförallt av västsvenska gnejser bildade för ca 1,7 miljarder år sedan när den baltiska urbergsskölden kolliderade med den amerikanska kontinenten. Det finns inslag av basiska bergarter i mindre områden. Hajom har, liksom övriga delar av Sverige, varit täckt av inlandsisen. För ca 18 000 år sedan blev klimatet varmare och isen började smälta. När isen drog sig tillbaka smälte material fram ur isen och transporterades vidare av smältvattnet, för att sedan avsättas framför eller vid sidan av isen. För cirka 12 000 år sedan blev klimatet plötsligt kallare och avsmältningen av inlandsisen avstannade. Iskanten låg då i höjd med Kurse och Hjorttorp där stora mängder morän avsattes. Det material som avsattes kallas för Berghemsmoränen och den sträcker sig i en nordvästlig-sydostlig riktning genom Marks kommun. Hajoms by såväl som Hjorttorp ligger dessutom på deltan, det vill säga på isälvsmaterial som avsattes vid älvmynningen framför isen vid denna tidpunkt. Större delen av Hajom låg då under vatten och endast de områden som idag ligger över 80 m över havets nivå var torrlagda. Denna strandlinje kallar man för högsta kustlinjen (HK). Innan isen fortsatte sin tillbakaryckning mot Borås hann den med en större framryckning ända ner till de södra delarna av Hajom i höjd med Mellby.

### Flora
Hajom är ett område bestående av två distinkta områden: höjdområdena med tunt jordtäcke bestående av sur näringsfattig morän samt själva dalgången vars jordtäcke består av finkorniga, näringsrika jordarter. Denna skillnad gör att floran har delats upp i två områden. Förutom dessa förutsättningar har Hajoms markanvändning dominerats av bete vilket gör att det finns gott om välhävdade ängs- och hagmarker. Särskilt sluttningarna ner mot ån Surtan har en mycket artrik ängsvegetation med slåttergubbe och backsippor. I norra delen av Hajom, strax norr om väg 156, finns en mindre bokskog.  

### Fauna
Hajom har naturligtvis de vanliga större däggdjuren som älg och rådjur. Räv förekommer, men populationen har kraftigt minskat på grund av rävskabben. Det finns indikationer på att även vildsvin har börjat röra sig i Hajom.
För den ornitologiskt intresserade finns goda möjligheter till fågelskådning. Dalgången utgör en utmärkt plats att skåda fågel under höst- och vårsträcken. Många tranor flyger över dalen och en del rastar här inför sista sträckan till Hornborgasjön. Även gäss passerar över dalen i stor omfattning.
Rovfåglar, framförallt ormvråk, är vanligt förekommande tack vare utmärkta jaktmarker och goda möjligheter till reden i träden nära Surtan. Också en och annan falk, till exempel stenfalk, kan dyka upp

## Sevärdheter

### "Rinna kyrka"
I det som nu är djupa skogar mellan Borreds by och Kinnaström, skall enligt sägnen ha funnits en kyrka, troligen en stavkyrka liknande den i Hedared. Kyrkans namn var Rinna. När kristendomen var ung i Sverige var det långt mellan kyrkorna och de troende kunde bo långt från närmaste kyrka.

### Hajoms kyrka
Vissa delar av kyrkan är från första delen av 1100-talet och den har takmålningar från 1775, av målarmästaren Henrik Andersson Wibeck, med motiv från Jesu liv. I slutet av 1920-talet togs målningarna fram igen efter att ha varit övermålade ett antal år. Dopfunten med bilder från Staffanslegenden är också från 1100-talet och troligen ett krigsbyte.

### Hajoms bygdegård
Hajoms bygdegård är byggd i en gammaldags stil med nyckelhålsveranda och har takmålningar. Bygdegården invigdes 1927.

### Bokås
Utmed vägen mot Borred cirka 1,5 km från Hjorttorp, ligger en jordkula, en typ av backstuga, som var bebodd fram till omkring 1920. Den är restaurerad av Hembygdsföreningen.

### Hällebro
Denna envalvsbro över Iglabäcken är från senare hälften av 1700-talet och ligger vid Mölnebacka. I nära anslutning till bron finns en milsten med årtalet 1771 inristat.

### Kungseken
Söder om företaget Hajom Skjutdörrar står en ek längs vägens östra sida. Namnet har eken fått från en kung som sägs ha stupat vid ett slag.[källa behövs]

## Fornlämningar
Boplatser, lösfynd och en hällkista från stenåldern är funna. Från järnåldern finns ett gravfält, stensättningar och resta stenar.

## Namnet
Namnet skrevs 1403 Haghena och kommer från kyrkbyn. Namnet innehåller hagh, 'gärdesgård, inhägnad' och hem, 'boplats; gård'.